# 古江頼隆
古江 賴隆（ふるえ よりたか）は、日本の法学者（刑事訴訟法）。同志社大学大学院司法研究科教授。

## 人物
1974年 東京大学法学部卒業。東京地方検察庁検事、東京高等検察庁公判部長を経て、2004年東京大学大学院法学政治学研究科教授。2009年より現職。

## 著書
- 『注釈刑事確定訴訟記録法』（共著）（ぎょうせい、1988年）
- 『裁判員のためのよく分かる法律用語解説』（共著）（立花書房、2006年）
- 『裁判員裁判刑事弁護マニュアル』（共著）（第一法規、2009年）
- 『事例演習刑事訴訟法　第2版』(有斐閣、2015年)